# Agrik
Agrik este un bogatyr (personaj din mitologia slavă) care apare în creația populară Povestea despre Petru și Fevronia. După o serie de încercări tot mai dificile, Agrik obține Paloșului Fermecat, armă care se luptă singură cu dușmanii.